# Arctocorisa lawsoni
Arctocorisa lawsoni är en insektsart som beskrevs av Hungerford 1948. Arctocorisa lawsoni ingår i släktet Arctocorisa och familjen buksimmare. Inga underarter finns listade i Catalogue of Life.